# Karl von Inzaghi
Pour les articles homonymes, voir Inzaghi.
Karl von Inzaghi, né sous le nom de Carl Rudolph graf (comte) von Inzaghi né le 5 décembre 1777 à Idria (Carniole), mort le 17 mai 1856 à Graz est un noble autrichien, et homme politique, de l'empire d'Autriche.

## Biographie
Karl von Inzaghi suit des études de droit, et est rapidement introduit à la cour impériale de Vienne comme diplomate. Chambellan de l'empereur à Vienne, il est nommé  en 1820 gouverneur de la Vénétie, du Royaume lombard-vénitien, en remplacement de Ferdinand Ernst Maria von Bissingen-Nippenburg (de), son prédécesseur et restera en poste jusqu'en 1826. Il sera remplacé par le comte Johann-Baptist von Spaur.
De retour à Vienne, il est nommé chancelier de la commission Aulica, étude de la monarchie autrichienne, conseiller privé et chambellan de l'empereur . La famille Inzaghi vivant à Graz en Styrie (Land), obtient le titre de noblesse avec le prédicat de Freiherr von Kindberg, d'où son nom Karl Rudolph Inzaghi Freiherr von Kindberg.

## Famille
Son père Johann Nepomuk Inzaghi Freiherr (baron) von Kindberg (1734-1818), marié une première fois avec Walpurgis, Gräfin (comtesse) von Dietrichtstein (la mère de Karl), se remarie avec Rosalia Maria Aloysia, comtesse von Attems (1761-1841).
Karl von Inzaghi épouse Maria Elisabeth Rosalia Anna Johanna Nepumocena Aloisia Theresia, Gräfin (comtesse) von Attems. Le couple n'aura aucun héritier mâle, mais deux filles, Luisa (née en 1800) et Maria (née en 1801).

## Décorations
- Chevalier Grande Croix de l'Ordre sacré et militaire constantinien de Saint-Georges de Parme
- Chevalier Grande Croix de l'Ordre impérial de Léopold

## Sources
- (it) Cet article est partiellement ou en totalité issu de l’article de Wikipédia en italien intitulé « Carlo d'Inzaghi » (voir la liste des auteurs).
- Notices d'autorité :   - VIAF
  - ISNI
  - GND
  - Tchéquie